# Dasypogon aphidnus
Dasypogon aphidnus är en tvåvingeart som beskrevs av Walker 1849. Dasypogon aphidnus ingår i släktet Dasypogon och familjen rovflugor. Inga underarter finns listade i Catalogue of Life.